# Governador-geral de Granada
O cargo de governador-geral de Granada é ocupado pelo representante do monarca de Granada, ao qual cabe exercer o poder executivo supremo na Comunidade das Nações. A atual monarca de Granada é a Rainha Isabel II e a atual governadora-geral é Cécile La Grenade.